# 1137 هـ
1137 هـ هي سنة في التقويم الهجري امتدت مقابلةً في التقويم الميلادي بين سنتي 1724 و1725.

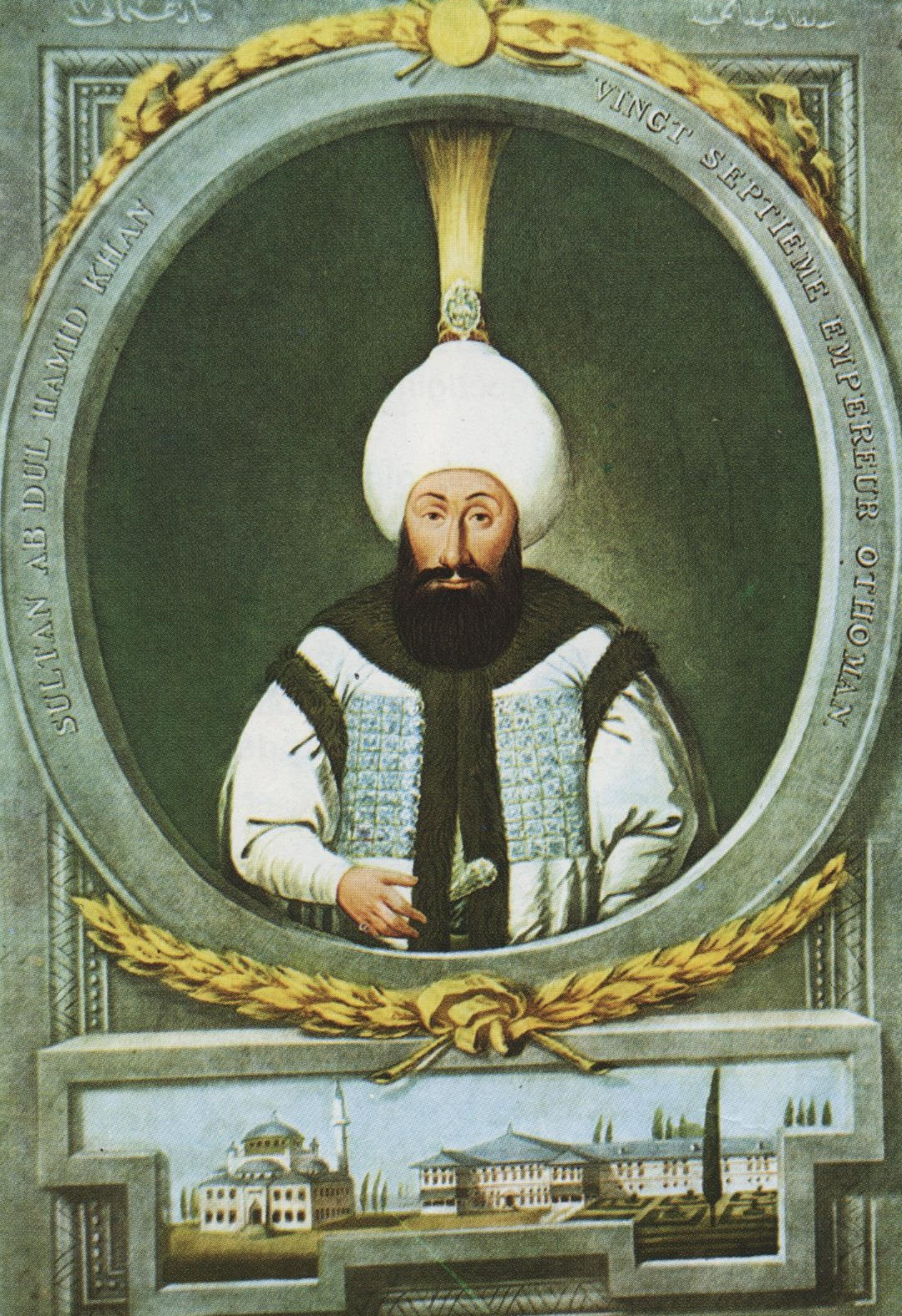
عبد الحميد الأول

## مواليد
- عبد الحميد الأول

## وفيات
- همفري بريدو
- وفاة سعود بن محمد بن مقرن مؤسس السلالة السعودية وأمير مدينة الدرعية وتولى بعده ابن عمه زيد.